# شروپ‌شر ۷۶۰۳
سیارک ۷۶۰۳ (به انگلیسی: 7603 Salopia، نامگذاری:1995OA2) هفت هزار و ششصد و سومین سیارک کشف شده‌است که در ۲۵ ژوئیه ۱۹۹۵ کشف شد.
قدر مطلق سیارک برابر ۱۳٫۱۰ است.